# 衛藤即応
衛藤 即応（衞藤即應、えとう そくおう、1888年4月14日 - 1958年10月13日）は、日本の仏教学者・曹洞宗僧侶。学位は、文学博士。駒澤大学総長（1953年就任）。近代曹洞宗の宗学の確立に尽力。号は不喚。

## 来歴
大分県宇佐郡駅館村（現：宇佐市）出身。雲栖寺・雪洞明につき得度、心月院（兵庫県）にて弘津説三に嗣法して大応寺（山口県）住職となる。1904年曹洞宗大学（現：駒澤大学）、1912年京都帝国大学文学部印度哲学科卒業。曹洞宗大学教授として1921-24年英国、フランス、ドイツに学び、帰国後に駒澤大学教授。1928年京都市安泰寺住職。1937年学寮「道憲寮」を創立。
1944年「宗祖としての道元禅師」で京都大学より博士（文学）の学位を取得。駒澤大学部長を経て、1953年総長に就任。組織仏教、宗学序説を講じ宗門の近代化に務めた。著書に国訳「華厳経」、校注「正法眼蔵」、「栄西と道元」「大乗起信論講義」「道元禅と念佛」など。

## 著書
- 『大蔵経講座 第12巻 大乗起信論講義』東方書院 1934
  - 『大乗起信論 経典解説』名著出版・大蔵経経典解説 2018
- 『宗祖としての道元禅師』岩波書店 1944、復刊1994
- 『正法眼蔵序説 弁道話義解』岩波書店 1959、復刊2001ほか
- 『道元禅と念佛』渓声社 1968
- 『道元禅師と現代 衛藤即応博士遺稿集』春秋社 1980
- 『道元禅師の宗教と現代』春秋社 2000

### 編訳・校注
- 『大乗起信論選註 新訳対照』編 森江書店 1915
- 『国訳大蔵経 経部 第5-7巻 大方広仏華厳経』国民文庫刊行会 1917、大東出版社 1981
- 道元『正法眼蔵』（上中下） 岩波文庫 1939-43、改版1959／名著普及会 1986／復刻・一穂社 2004

## 論文
- CiNii>衛藤即応